# Theodor Dill

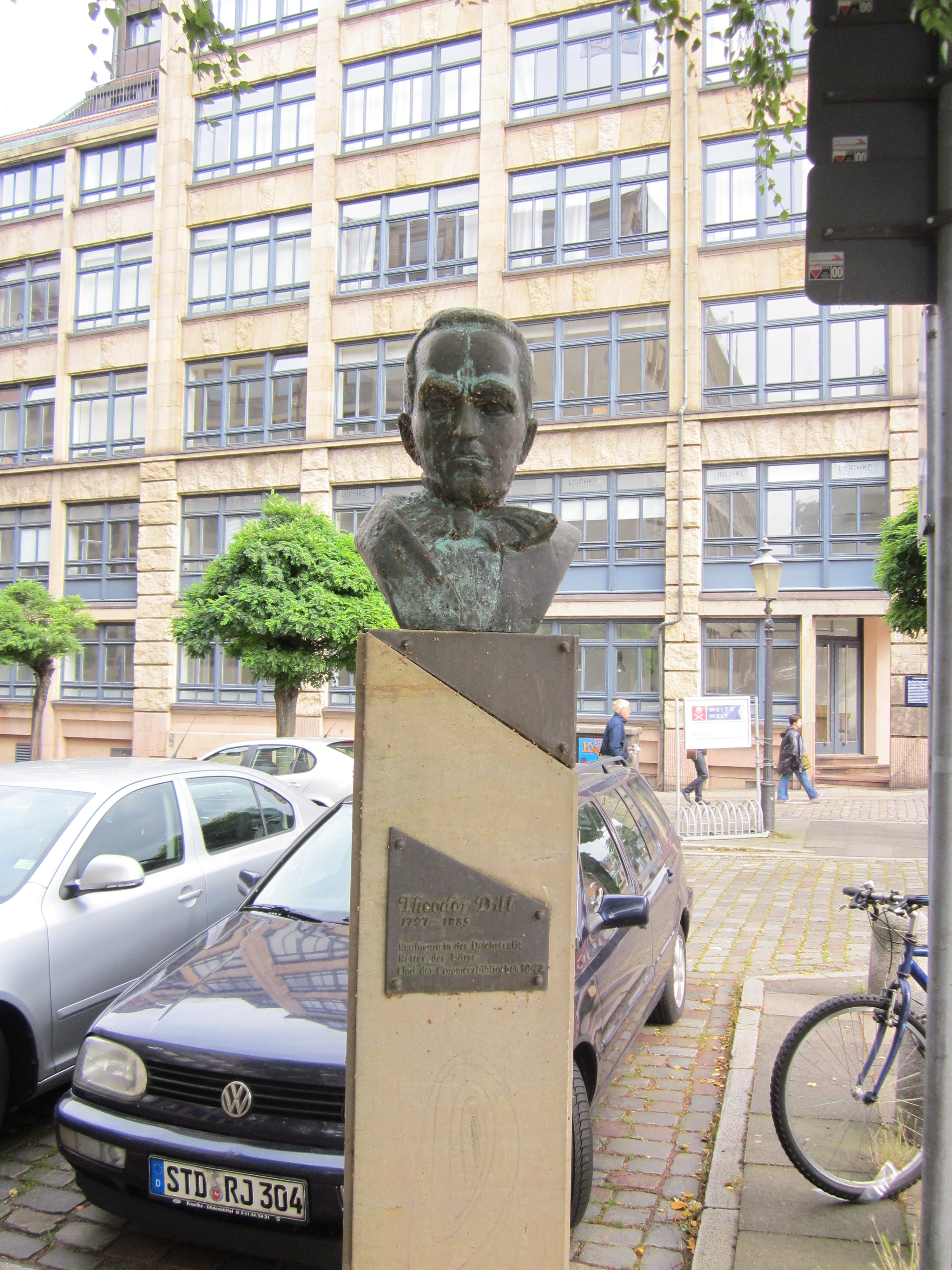
Theodor-Dill-Büste am Kajen

Emil Theodor Franz Julius Bernhard Dill (* 3. Dezember 1797 in Groß Bartensleben bei Helmstedt; † 29. Januar 1885 in Hamburg) war ein deutscher Unternehmer und Mitglied der Hamburgischen Bürgerschaft.

## Leben
Dill wurde als Sohn des Pfarrers von Groß- und Klein Bartensleben, Johann Valentin Christian Dill (1763–1840), geboren. Er trat 1825 als stiller Teilhaber in das renommierte Handelshaus Albrecht in Hamburg ein und stieg 1835 zum offenen Teilhaber in der nun umbenannten Firma Albrecht & Dill auf. Sie importierte vor allem Gewürze und Rohkakao. Nebenbei gehörte Dill von 1829 bis 1836 als Kapitän dem dritten Bataillon des Hamburger Bürgermilitärs an und diente von 1837 bis 1840 als Bürgermilitärkommissar. Er zählte zu den Förderern der St. Michaeliskirche und engagierte sich in der Commerzdeputation (Vorläufer der heutigen Handelskammer), deren Präses er von Januar bis Dezember 1846 war.

## Rettung der Börse

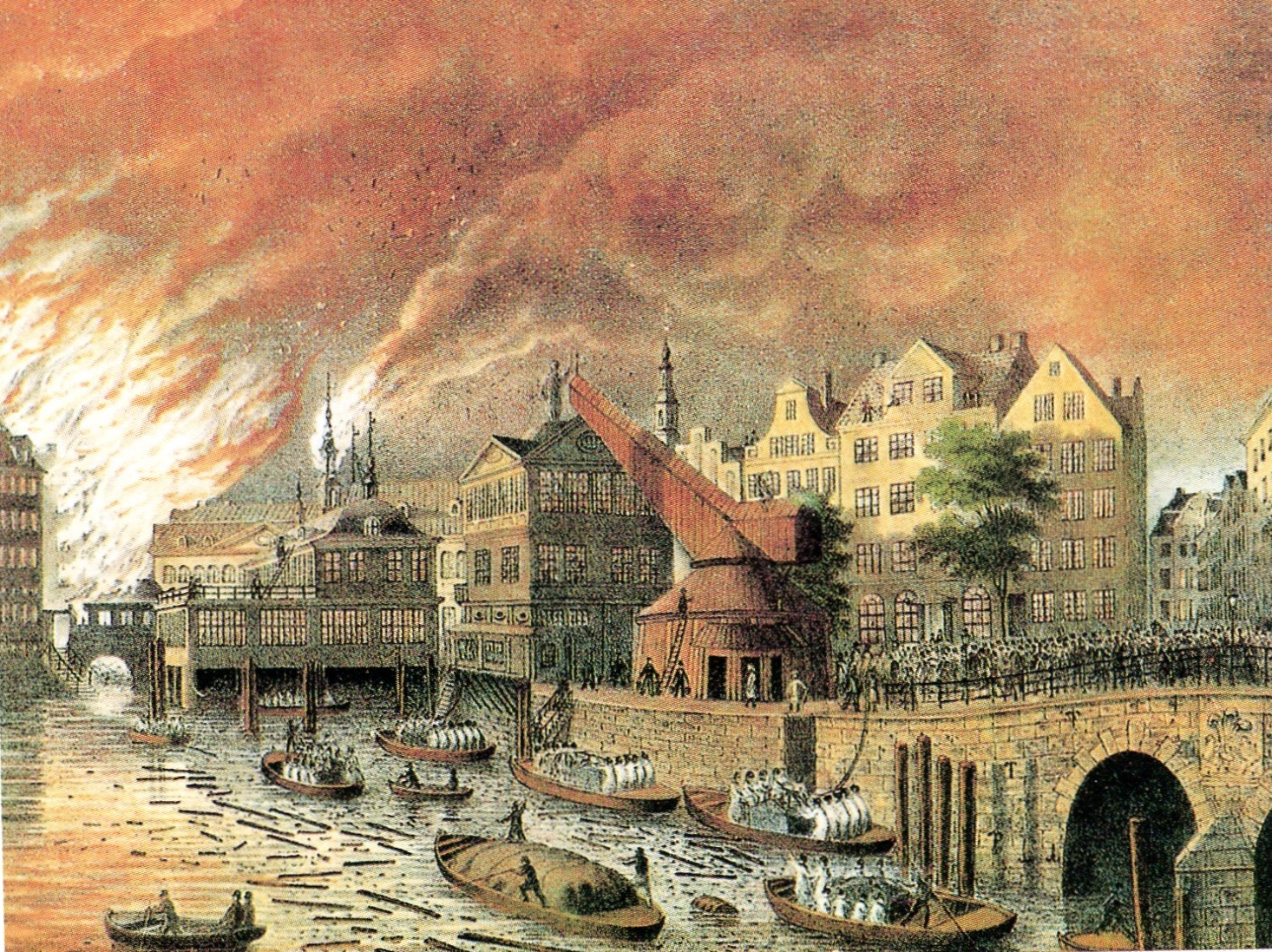
Hamburger Brand von 1842 – Gemälde von Peter Suhr

Nach zeitgenössischen Berichten machte sich Theodor Dill vor allem durch mutige Rettung der Hamburger Börse beim verheerenden Stadtbrand von 1842 verdient. Obwohl sein eigenes Geschäft in der Deichstraße schon in Flammen stand, eilte er zum Kampf um die Erhaltung des Börsengebäudes, das erst wenige Monate zuvor eingeweiht worden war. Es war der ganze Stolz der hanseatischen Kaufmannschaft. Die zuständigen Behörden sollen beim Ausbruch der Katastrophe zu zögerlich reagiert haben. Dill übernahm kurzerhand die Leitung der Brandbekämpfung der Börse, in die sich viele Menschen vor den Flammen geflüchtet hatten. Gemeinsam mit neun weiteren Kaufleuten bewahrte er das schon verloren geglaubte Haus vor dem Untergang. Als der Brand gelöscht war, stand es als einzig unversehrtes Gebäude in einem Umfeld von Trümmern.

## Nach dem Brand
Als Dank erhielt Theodor Dill als Ehrengabe von 90 angesehenen Kaufleuten ein wertvolles Ölgemälde von Hermann Kauffmann. Das Gemälde mit der Darstellung der Börse während des Brandes befindet sich heute im Museum für Hamburgische Geschichte. Nach der Katastrophe gehörte Theodor Dill mit seinen Kollegen von der Commerzdeputation zu den ersten, die schon im Mai 1842 einen Plan zum Wiederaufbau der zerstörten Stadtteile vorlegte.

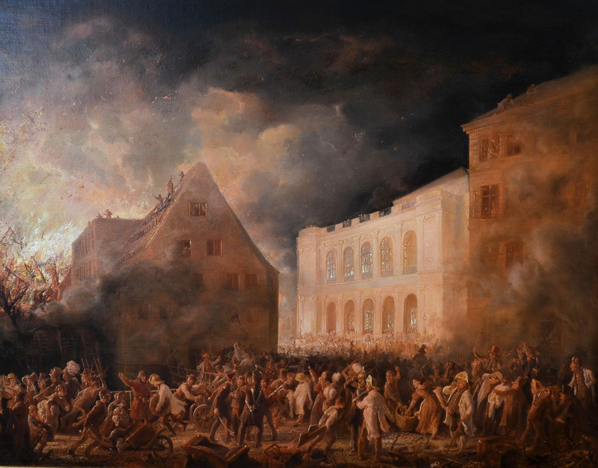
Die Neue Börse im Hamburger Brand 1842, Gemälde von Hermann Kauffmann

Die Zahl und Bedeutung seiner Ehrenämter wuchs. Von 1845 bis 1847 wurde er Mitglied der Teerhofdeputation. Der Teerhof war ein Gelände zum Lagern, Umfüllen und Verarbeiten von feuergefährlichem Teer in der Nähe der späteren Speicherstadt. (Teer zählte seinerzeit zu bedeutendem Handelsgut der Hansestädte.) Dill amtierte 1846 bis 1847 als Präses der Commerzdeputation, wurde Vorstandsmitglied der Patriotischen Gesellschaft, Mitglied der Hafen- und Schiffahrtsdeputation sowie der Kämmerei (Vorläufer der heutigen Finanzbehörde). Von 1859 bis 1865 saß er für das Kirchspiel St. Michaelis als Abgeordneter in der Hamburgischen Bürgerschaft.
Er starb nach längerer Krankheit im Januar 1885 in Hamburg. Nach ihm wurde die Dillstraße im Grindelviertel im Stadtteil Hamburg-Rotherbaum benannt und ein Denkmal an der Ecke Kajen/ Deichstraße hält die Erinnerung an ihn wach.